# Красная косынка (фильм)
«Красная косынка» — турецкий фильм 1977 года режиссёра Атыфа Йылмаза по мотивам повести Чингиза Айтматова «Тополёк мой в красной косынке»
Входит в 10 лучших картин турецкого кинематографа, выбранных из более чем 6 тысяч турецких фильмов, снятых в 1914-2004 годах.

## Сюжет
Ильяс, водитель грузовика на строительстве большой плотины, встречает на дороге молодую крестьянскую девушку по имени Асья, они влюбляются друг в друга. Когда родители Асии пытаются выдать её за другого, Ильяс увозит Асью из дома. Они женятся, у них рождается сын. Попав в аварию, Ильяс теряет уверенность в себе, а с ней и любовь Асьи. Стыд и опустошение приводят его к бывшей любовнице Дилек. Асья, узнав об измене, уходит от Ильяса и знакомится с мастером-строителем Джесмитом, который становится ей мужем, а её сыну отцом. Ильяс вскоре решает вернуть Асью, но та, хотя по-прежнему и любит, отвергает его.

## В ролях
- Тюркан Шорай — Асья
- Кадыр Инаныр — Ильяс
- Ахмет Мекин — Джемсит
- Хюлья Туглу — Дилек
- Ченгиз Сезиджи — Джан
- Нархан Нур — Гюльшах
- Ихсан Юдже — Якуп
- Элиф Инджи — Самет

## О фильме
Шедевр турецкого кинематографа. Фильм вошёл в 10 лучших турецких фильмов, из более чем 6 тысяч снятых с 1914 года по 2004 год, которые были определены в ходе опроса, проведенного Ассоциацией кинематографа Анкары, и отобраны для ретроспективного показа на 39-м Кинофестивале в Карловых Варах.
Мало кто из жителей Турции никогда не видел этот фильм или не узнает с первых нот мелодию из него:

Интересна любовь турецкого человека к «Красной косынке». Фильм по-прежнему демонстрируют на некоторых фестивалях и специальных показах. Несмотря на то, что он неоднократно транслировался, его с интересом смотрят на телеканалах.
Оригинальный текст (тур.)Türk insanının “Selvi Boylum Al Yazmalım”a olan sevgisi ilginçtir. Hala bazı festival ve özel gösterimlerde gösterilir. Defalarca yayınlanmasına rağmen televizyon kanallarında ilgiyle seyredilir.

В Советском Союзе фильм был впервые показан на 5-м Международном кинофестивале стран Азии, Африки и Латинской Америки в Ташкенте в 1978 году. Фильм был дублирован на Киностудии имени М. Горького и вышел в советский прокат в 1981 году.
Журнал «Экран», отмечая, что в роли главной героини турецкая актриса Тюркан Шорай «очень проникновенна», всё-таки назвал экранизацию хоть и успешной, но неполной, отмечая, что в фильме не раскрыта производственная тема повести, а ведь именно стремление главного героя к лидерству в профессии многое объясняет в его характере и раскрывает его мотивы в отношениях, раздвигает сюжет за рамки простой мелодрамы.

Фильм почти во всем, вплоть до имен основных героев, следует за оригиналом, за исключением тех его мотивов, которые — поскольку действие перенесено из киргизского аула в турецкую деревню, из одного общественного устройства в принципиально иное — просто потеряли основание. Герой турецкой версии (зовут его, как и в повести, Ильяс) работает шофером в частной транспортной фирме и уже поэтому он лишен стремлений к трудовым рекордам. А в повести этот мотив был важен.

Однако утешимся: при всех неизбежных потерях и изменениях картина получилась цельной и эмоциональной. А главное — айтматовской! Об одном досадном упущений, пожалуй, стоит сказать: о красной косынке, которая в повести едва ли не единственное цветовое пятно, не бытовая подробность, а символ. В нарядном же по цвету турецком фильме заглавный атрибут героини формально-то присутствует, но как символ потерялся.— журнал «Экран», 1977 год

## Награды и фестивали
- Международный кинофестиваль «Золотой апельсин» (Анталья, 1978) — призы за лучшую режиссуру и лучшую операторскую работу, занял второе место в категории «Лучший фильм».
- Восемь номинаций на премию Турецкой ассоциации кинокритиков SIYAD Award (1979).